# Half-Life: Blue Shift
Half-Life: Blue Shift – oficjalny dodatek do gry komputerowej pod tytułem Half-Life. Gra powstała w wyniku współpracy studia Gearbox Software oraz Valve Corporation i została opublikowana przez Sierra On-Line. Blue Shift jest drugim z kolei dodatkiem do Half-Life, który pierwotnie miał stanowić część składową oryginalnej gry w jej wersji przeznaczonej na platformę Dreamcast. Choć publikacja gry na Dreamcast została ostatecznie zaniechana, jej wersja na komputery osobiste była nadal rozwijana i wydana jako niezależny produkt. 24 sierpnia 2005 roku gra została także wydana na platformie Steam.
Podobnie jak w przypadku wcześniejszego dodatku autorstwa Gearbox Software, tj. Opposing Force, Blue Shift swoją fabułą nawiązuje do miejsc i wydarzeń znanych z oryginalnej gry, lecz przedstawia je z punktu widzenia innej osoby. Głównym bohaterem dodatku jest Barney Calhoun, członek personelu ochrony kompleksu Black Mesa Research Facility, który po tym jak nieudany eksperyment naukowy umożliwia pozaziemskim istotom przedostanie się na teren Black Mesa zmuszony zostaje do odnalezienia bezpiecznej drogi ucieczki z opanowanego przez obcych ośrodka. Choć gra otrzymała przeważnie pozytywne oceny ze strony recenzentów, spotkała się również z krytyką dotyczącą jej niewielkiej długości oraz braku nowych elementów. Z pochwałami spotkała się natomiast decyzja producentów gry o dodaniu tzw. Pakietu Wysokiej Rozdzielczości (ang. High Definition Pack), który poprawiał jakość modeli oraz tekstur zarówno w Blue Shift, jak i poprzednich częściach serii.

## Fabuła

### Sceneria
Wydarzenia przedstawione w Blue Shift osadzone są w tych samych realiach, co oryginalny Half-Life, tj. na terenie zamkniętego ośrodka badawczego Black Mesa Research Facility w stanie Nowy Meksyk. Głównym bohaterem gry jest Barney Calhoun, zatrudniony na stanowisku pracownika ochrony, który swoją służbę pełni w laboratoriach znajdujących się nieopodal miejsca powstania kaskady rezonansowej. Katastrofy spowodowanej nieudanym eksperymentem naukowym, która doprowadziła do otwarcia międzywymiarowego portalu prowadzącego do granicznego świata Xen oraz przedostania się na Ziemię wrogiej ludziom rasy obcych. Celem ocalałego z katastrofy Calhouna staje się wydostanie się ze zniszczonego ośrodka badawczego, czego próbuje dokonać przy współpracy z pozostałymi przy życiu naukowcami, którym przewodzi dr Rosenberg.

### Historia
Blue Shift rozpoczyna się w sposób podobny do oryginalnego Half-Life. Główny bohater, Barney Calhoun, przemieszcza się systemem kolei, która prowadzi przez zabudowania tajnego ośrodka badawczego Black Mesa Research Facility do miejsca, w którym ma rozpocząć swoją codzienną służbę. Po zameldowaniu się przełożonym, otrzymuje on polecenie asystowania grupie pracowników ośrodka podczas naprawy zepsutej windy. W tym samym czasie, w pobliskim Laboratorium Materiałów Anomalnych, ma miejsce nieudany eksperyment z udziałem Gordona Freemana, który doprowadza do „kaskady rezonansowej” oraz otwarcia portalu między wymiarami, umożliwiającego teleportowanie się na Ziemię obcych, wrogich ludziom istot. W wyniku powstania „kaskady rezonansowej” zniszczeniu ulega znaczna część kompleksu, a winda, w której znajduje się Calhoun zostaje uszkodzona i razem ze swoimi pasażerami spada w najniższe poziomy Black Mesy.
Calhoun odzyskuje świadomość na dnie szybu, gdzie okazuje się, że jako jedyny przeżył upadek windy. Po krótkich oględzinach miejsca katastrofy, rozpoczyna podróż w kierunku powierzchni, której celem jest ucieczka ze zniszczonego ośrodka. Ostatecznie udaje mu się wydostać na powierzchnię niedaleko należącej do Black Mesa kolejowej stacji rozrządowej, gdzie dowiaduje się, że niejaki dr Rosenberg i kilku jego kolegów planują ucieczkę z terenu kompleksu przy użyciu technologii teleportacji. Po uwolnieniu dr Rosenberga z zamkniętego wagonu towarowego, gdzie został uwięziony przez żołnierzy HECU, którzy przybyli do Black Mesy, aby zatuszować incydent i wyeliminować wszystkich świadków, Calhoun eskortuje naukowca i jego kolegów do nieczynnego laboratorium, w którym znajduje się prototyp maszyny teleportującej. Następnie Rosenberg teleportuje głównego bohatera do granicznego świata Xen, gdzie ten musi skalibrować specjalne urządzenia badawcze w taki sposób, aby dokładnie wyznaczyć miejsce docelowej teleportacji poza terenem kompleksu Black Mesa. Po jego powrocie, Rosenberg informuje Calhouna, że akumulator zasilający teleport jest rozładowany oraz że stracono kontakt z zespołem wysłanym po nowe urządzenie.
Bohater decyduje się zejść na niższy poziom laboratorium, gdzie mieszczą się generatory elektryczne, aby znaleźć sprawny akumulator. Tymczasem starcia między Marines a obcymi przybierają na sile. Po powrocie do części głównej laboratorium, wraz z nowym akumulatorem, Calhoun pomaga Rosenbergowi w ewakuacji nielicznego, ocalałego personelu za pomocą urządzenia teleportującego. Gdy, jako ostatni, do teleportu wchodzi Calhoun, do komory testowej dostają się Marines, którzy otwierają ogień w kierunku głównego bohatera, powodując tym eksplozję urządzenia. W wyniku zniszczenia teleportu, Calhoun doświadcza zjawiska zwanego „odpływem harmonicznym”, który w gwałtowny sposób przenosi go do różnych lokalizacji w świecie Xen oraz na terenie Black Mesa. W jednym z miejsc jest on świadkiem schwytania, przez żołnierzy HECU, Gordona Freemana, głównego bohatera oryginalnego Half-Life. Ostatecznie główny bohater zostaje przeniesiony w zaplanowane wcześniej miejsce na obrzeżach kompleksu, gdzie czekają na niego dr Rosenberg oraz pozostali ocaleli naukowcy, którzy następnie uciekają z ośrodka przygotowanymi wcześniej samochodami.

## Rozgrywka
Podobnie jak oryginalny Half-Life, Blue Shift jest grą typu first-person shooter, a sam sposób prowadzenia rozgrywki nie uległ większym zmianom w stosunku do podstawowej wersji gry, tj. gracz może poruszać się w ramach ograniczonych przestrzennie poziomów, walczy lub współpracuje z bohaterami niezależnymi pojawiającymi się w trakcie gry oraz musi rozwiązywać kolejne łamigłówki, które pozwalają mu posuwać fabułę gry do przodu. Dodatek wykorzystuje, zapoczątkowaną w Half-Life, metodę nieprzerwanej narracji. Bohater obserwuje wszystkie wydarzenia z perspektywy pierwszej osoby i posiada pełną kontrolę nad postacią przez niemal cały czas trwania gry. Wszelkie wydarzenia, które mają miejsce w grze, przedstawiane są przy użyciu oskryptowanych sekwencji, a nie przerywników filmowych. Pomimo podzielenia gry na poziomy, jedynymi przerwami w trakcie samej rozgrywki są momenty ładowania się środowiska kolejnych obszarów.
Większą część gry bohater pokonuje kolejne poziomy samodzielnie, jedynie sporadycznie korzystając z pomocy napotkanych postaci niezależnych. Pracownicy ochrony oraz naukowcy zatrudnieni w Black Mesa pomagają czasem graczowi uzyskać dostęp do nowych obszarów lub przekazują istotne dla fabuły informacje. Blue Shift wprowadził nowy, w stosunku do poprzednich gier z serii, rodzaj zadań polegający na eskortowaniu ważnych postaci z jednego miejsca w inne oraz ich ochrony przed atakującymi przeciwnikami. W grze pojawia się dosyć szerokie spektrum przeciwników znanych z oryginalnego Half-Life, w tym istot pozaziemskich takich jak głowokraby (ang. headcrab) czy Vortigaunty. Oprócz tego gracz napotyka na swojej drodze również wrogo nastawionych żołnierzy jednostki HECU, którzy zostali przysłani do kompleksu Black Mesa, aby opanować zaistniałą sytuację i wyeliminować pozostałych przy życiu świadków katastrofy. Blue Shift w żaden sposób nie nawiązuje jednak do fabuły Opposing Force, wcześniejszego dodatku do Half-Life. W grze nie pojawiają się też żadne postaci lub nowe typy broni zaprezentowane w Opposing Force. Bohater posiada natomiast dostęp do ograniczonego arsenału znanego z oryginalnej gry.

## Produkcja
Pierwsze informacje nt. Blue Shift pojawiły się w drugim kwartale 2000 roku i związane były z trwającymi pracami nad wydaniem oryginalnego Half-Life na platformę Dreamcast. Choć główny port gry miał zostać opracowany przez Captivation Digital Laboratories, opracowanie nowego dodatku zostało powierzone studiu Gearbox Software, które odpowiadało za stworzenie Opposing Force. Oficjalna zapowiedź gry została upubliczniona przez Sierra On-Line 30 sierpnia 2000 roku. Wtedy też po raz pierwszy zaprezentowano jej tytuł tj. Blue Shift. Podobnie jak w przypadku Opposing Force, tytuł dodatku ma podwójne znaczenie, odnosząc się zarówno do zjawiska przesunięcia ku fioletowi (ang. blueshift), jak i zmianowego trybu pracy obowiązującego w kompleksie Black Mesa. Wersja gry na platformę Dreamcast miała posiadać modele oraz tekstury o wyższej rozdzielczości, tj. liczba zastosowanych wielokątów miała być dwukrotnie wyższa niż w oryginalnym Half-Life. Oficjalna prezentacja fabuły Blue Shift oraz ogólnego kierunku rozwoju gry miała miejsce we wrześniu 2000 roku na wystawie European Computer Trade Show, kiedy to ogłoszono również datę premiery dodatku na Dreamcast, tj. 1 listopada 2000 roku. Publikacja gry została jednak opóźniona, aby, jak oficjalnie ogłosiła Sierra On-Line, spełnić „wysokie oczekiwania konsumentów”. Kolejne informacje nt. zaawansowania gry oraz szczegóły fabuły zostały zaprezentowane w następnych tygodniach oraz miesiącach. Pomimo tych prezentacji ani Half-Life ani Blue Shift nie ujrzały światła dziennego w ustalonym terminie, co wzbudziło spekulacje, że projekt zostanie zarzucony. 16 czerwca 2001 roku Sierra oficjalnie ogłosiła, że przerywa pracę na przeniesieniem Half-Life na platformę Dreamcast powołując się na „zmieniającą się sytuację na rynku”. Niedługo później wersja beta konwersji na Dreamcast wyciekła do internetu.
Choć proces konwersji Half-Life na platformę Dreamcast został wstrzymany, nie oznaczało to końca prac nad Blue Shift. Przed ogłoszeniem wstrzymania produkcji gry na Dreamcast, Sierra poinformowała 29 marca 2001 roku, że Blue Shift zostanie wydany także w wersji na PC. Gra miała zostać wydana jako samodzielny dodatek,  a więc jako produkt, który nie wymagał do uruchomienia posiadania oryginalnego Half-Life. Gra miała zawierać nowe modele postaci, zaprojektowane specjalnie na potrzeby wersji na Dreamcast, jak również możliwość zainstalowania tzw. Pakietu Wysokiej Rozdzielczości. Co więcej, studio Gearbox Software ogłosiło, że Pakiet Wysokiej Rozdzielczości nie będzie dedykowany jedynie dla Blue Shift, lecz może zostać zaaplikowany także do poprawienia jakości grafiki w podstawowej wersji Half-Life oraz Opposing Force. Na targach Electronic Entertainment Expo w 2001 roku Gearbox poinformowało o zakończeniu prac nad Blue Shift oraz zaprezentowało grywalną wersję dodatku. Ostatecznie gra została wydana 12 czerwca 2001 roku.
Blue Shift oraz Pakiet Wysokiej Rozdzielczości były początkowo niedostępne na uruchomionej przez Valve, we wrześniu 2003 roku, platformie Steam, pomimo udostępnienia oryginalnego Half-Life oraz pierwszego dodatku pt. Opposing Force. Na platformie Steam gra pojawił się, razem z Pakietem Wysokiej Rozdzielczości, 29 sierpnia 2005 roku Blue Shift był także rozprowadzany jako część, wydanego w 2002 roku przez Sierra On-Line, pakietu Half-Life: Generacja oraz jako część wydanej 26 sierpnia 2005 roku, wspólnie przez Valve Corporation oraz Electronic Arts, kompilacji Half-Life 1: Anthology.

## Odbiór gry
Blue Shift otrzymał zróżnicowane recenzje, uzyskując wynik 67,40% w agregatorze GameRankings oraz 71/100 na stronie Metacritic. Wyliczono, że do grudnia 2008 roku sprzedano 800 000 kopii dodatku (nie licząc kopii sprzedanych za pośrednictwem platformy Steam). Recenzujący grę dla IGN Tal Blevins zauważył, że Blue Shift jest tym czego gracze oczekiwali od Half-Life, a więc mieszanką akcji i łamigłówek, które zostały przygotowane dobrze i w sposób przemyślany. Blevins chwalił grę za zachowanie atmosfery oryginału, jednak krytycznie ocenił fakt, że dodatek jest krótki. Zwrócił również uwagę, że niektóre z zadań, polegające na skakaniu z miejsca na miejsca były dość frustrujące. Także Greg Kasavin z redakcji GameSpot zauważył, że największą słabością gry jest długość. Kasavin wskazał także, że choć zmiany w grafice, wprowadzone przez Pakiet Wysokiej Rpzdzielczości, były pozytywne, to jednak nie czyniły z Blue Shift nowej gry.
Wiele recenzji jako główną wadę Blue Shift wskazywało jej podobieństwo do Half-Life i Opposing Force. Jamie Madigan z serwisu GameSpy stwierdził nawet, że Blue Shift przypomina raczej kilka nowych poziomów do oryginału niż całkowicie nową grę. Jednocześnie zauważył jednak, że właśnie taki był pierwotny plan, gdy Blue Shift projektowano na platformę Dreamcast. Także Tom Bramwell z serwisu Eurogamer krytycznie ocenił niewielką długość rozgrywki, którą oferował dodatek. W odróżnieniu od recenzentów GameSpy Bramwell zwrócił również uwagę na stosunkowo niski poziom sztucznej inteligencji przeciwników oraz występujące w grze błędy, które czasem skutkowały utknięciem gracza np. w ścianie. Bardziej łagodny w swojej ocenie był komentator magazynu „PC Zone”, Mark Hill, który uznał, że inteligencja komputerowych przeciwników jest taka jakiej można było oczekiwać od aktualnych gier. Hill zwrócił przy tym uwagę, że Blue Shift nieco „ożywił” środowisko gry, prezentując m.in. jedzących w kantynie naukowców czy pracowników nastawiających pranie. Za ważną cechę Blue Shift, Hill uznał także fakt, że rozwinięto interakcję z naukowcami, którzy przestali być tylko klonami powtarzającymi te same komunikaty, a stali się ważnymi dla gry postaciami. Swoją recenzję „PC Zone” podsumował stwierdzając, że jako dodatek do wersji Half-Life na Dreamcast, Blue Shift byłby znakomity, ale na samodzielny produkt jest to za mało.